# Ås landskommun, Småland
Ås landskommun var en tidigare kommun i Jönköpings län. 

## Administrativ historik
Landskommunen inrättades i Ås socken i Västbo härad när 1862 års kommunalförordningar trädde i kraft 1863.
Kommunen upphörde vid kommunreformen 1952, då den gick upp i Reftele landskommun. Sedan 1974 tillhör området Gislaveds kommun.

## Politik

### Mandatfördelning i valen 1938-1946
| 7 | 13 |

| 20 |

| 2 | 12 | 6 |

| 20 |

| 13 | 7 |

| 18 |